# Ohlédnutí
Ohlédnutí (1984) je výběrové album Hany Hegerové, které sestavil a vybavil komentářem Jiří Černý. Obsahuje 12 písniček.

## Písničky
1. Petr a Lucie (Mon vieux Lucien), 1966 – 2:28
Charles Dumont, Michel Revgauche / Pavel Kopta
2. Študent s rudýma ušima, 1963 – 3:22
Jiří Šlitr / Jiří Suchý
3. Kapka žárlivosti, 1965 – 2:58
Jiří Šlitr / Jiří Suchý
4. V opeře, 1964 – 2:29
Jiří Šlitr / Jiří Suchý
5. Pro Kiki, 1964 – 2:38
Jiří Šlitr / Jiří Suchý
6. Barová lavice, 1966 – 4:20
Jiří Šlitr / Jiří Suchý
7. Noc (Schön wie die Lawone), 1966 – 1:48
židovská lidová / Pavel Kopta
8. Zlá neděle, 1963 – 3:25
Jiří Šlitr / Jiří Suchý
9. Blázen a dítě, 1966 – 4:33
Jiří Suchý
10. Z mého života, 1963 – 3:00
Jiří Šlitr / Jiří Suchý
11. Mapa lásky (La carte du tendre), 1972 – 3:20
George Moustaki / Pavel Kopta
12. Lásko má (La chanson des vieux amants), 1969 – 4:06
Jacques Brel / Pavel Kopta

## Nahráli
- Hana Hegerová – zpěv (1–12)
- Karel Gott – zpěv (4)
- Waldemar Matuška – zpěv (4)
- Jiří Šlitr – jonika (10)
- Milan Dvořák se svou skupinou (1, 6, 9)
- Ferdinand Havlík se svým orchestrem (2, 3)
- Taneční orchestr Československého rozhlasu (4)
- Studijní skupina tradičního jazzu (5)
- Velký smyčcový orchestr (7, 8, 12)
- Studiový orchestr Harryho Macourka (11)